# Zelandotipula luteivena
Zelandotipula luteivena là một loài ruồi trong họ Tipulidae. Chúng phân bố ở vùng Tân nhiệt đới.